# 543198 Rastislavmráz
543198 Rastislavmráz è un asteroide della fascia principale. Scoperto nel 2013, presenta un'orbita caratterizzata da un semiasse maggiore pari a 3,1419741 au e da un'eccentricità di 0,1384369, inclinata di 13,43596° rispetto all'eclittica.
L'asteroide è dedicato al karateka slovacco Rastislav Mráz.